# Historia crítica (civil y eclesiástica) de Cataluña
La Historia crítica (civil y eclesiástica) de Cataluña és una obra en 9 volums escrita per Antoni de Bofarull i de Brocà i publicada entre 1876 i 1878, que arriba fins a la invasió napoleònica i dedica un gran espai a l'estudi de les institucions, els costums i la cultura. Tot i que l'obra presenta un llenguatge inadequat i confús, constitueix una fita important.
L'obra fou escrita com a reacció erudita contra la Historia de Cataluña (1863), romàntica, de Víctor Balaguer.
Amb la Historia crítica (civil y eclesiástica) de Cataluña, Antoni de Bofarull pensava poder respondre i eclipsar l'obra de Víctor Balaguer dels anys seixanta del segle xix que tant èxit havia tingut entre els seus contemporanis. De fet, Bofarull en corregia els errors, començant pel recurs fàcil dels mites que aquest historiador havia utilitzat abundantment, i introduïa un element historiogràfic nou com era la perspectiva religiosa en contraposició a la laica de Balaguer i una declaració metodològica en favor dels principis científics. Tot i això, Historia crítica (civil y eclesiástica) de Catalunya no trobà el favor del públic, i en el camp de la reflexió historiogràfica, com han subratllat diferents estudiosos, aquest treball representà un conjunt força informe de documents, amb una narració molt complexa i per això difícil de divulgar.
Es tracta d'un intent de síntesi del cabal d'investigacions que sobre la història catalana s'havia anat acumulant des de la publicació dels Anales de Cataluña de Feliu de la Penya (1709), per obra de tres o quatre generacions d'erudits, des de Caresmar i els germans Finestres fins a Pròsper de Bofarull, Piferrer i el canonge Ripoll, completant-lo amb recerques pròpies, especialment a l'Arxiu Reial de Barcelona.
Des del punt de vista metodològic, la Historia crítica d'Antoni de Bofarull repeteix engrandits, a quaranta anys de distància, els errors bàsics de Los condes de Barcelona vindicados, del seu oncle Pròsper de Bofarull, essent presents l'entroncament defectuós amb els antecedents bibliogràfics; dependència exclusiva respecte de la base documental i restricció d'aquesta base als documents presents a l'Arxiu de la Corona d'Aragó; manca de cultura històrica general; deficiència greu del teixit argumental, en el detall i en el conjunt.
Des del punt de vista interpretatiu, l'empirisme documental i la confiança en la veritat de la narrativa barroca porten Antoni de Bofarull a una concepció irracionalista de la història, moguda per l'atzar; aquesta posició és ideològicament inoperant enfront de l'optimisme progressista de Balaguer i, fins i tot, davant d'una visió tradicionalista coherent. Entre el 1906 i el 1910 va sortir, en 15 volums, una traducció catalana de l'obra amb el títol Història crítica civil y esglesiàstica (sic.) de Catalunya, feta per Plàcid Vidal i acabada per Josep Carner, que segons Jordi Ginebra, és una versió amb addicions i incompleta.
Antoni de Bofarull, en certa manera, continuà l'obra, amb la Historia crítica de la Guerra de la Independencia en Cataluña (1886 - 1887) i la Historia de la guerra civil de los Siete Años en Cataluña, que romangué inacabada i que publicà el 1999 - 2000 l'Associació d'Estudis Reusencs.
El 1991 es va fer una edició facsímil d'e la Historia crítica, en 9 volums, per l'editorial Casset de Madrid.